# Большая Москва (план Шестакова)

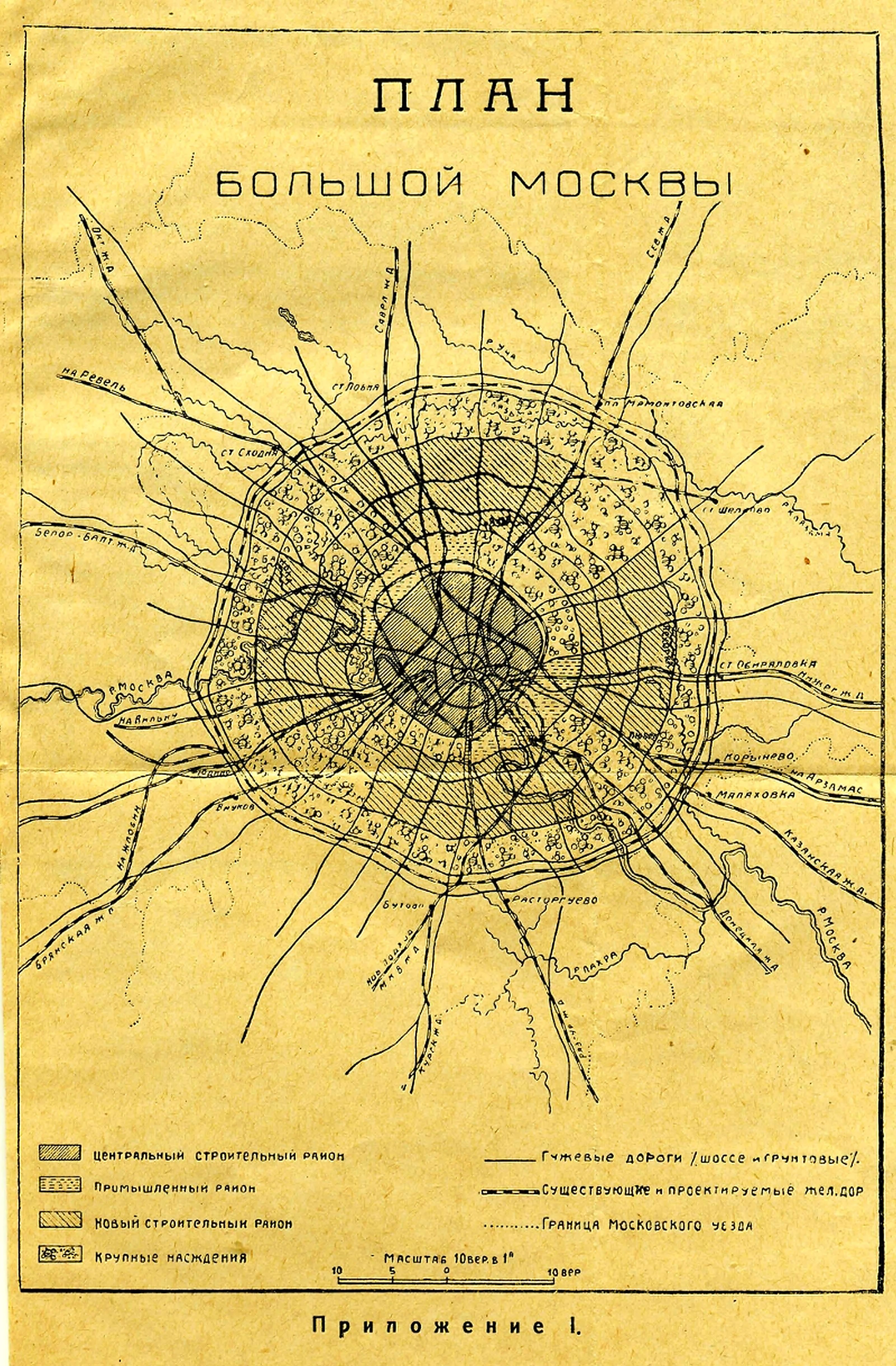
«План Большой Москвы». Приложение I к книге С. С. Шестакова «Большая Москва»

«Большая Москва» — градостроительный план, спроектированный в 1921—1925 годах под руководством инженера С. С. Шестакова.

## Описание

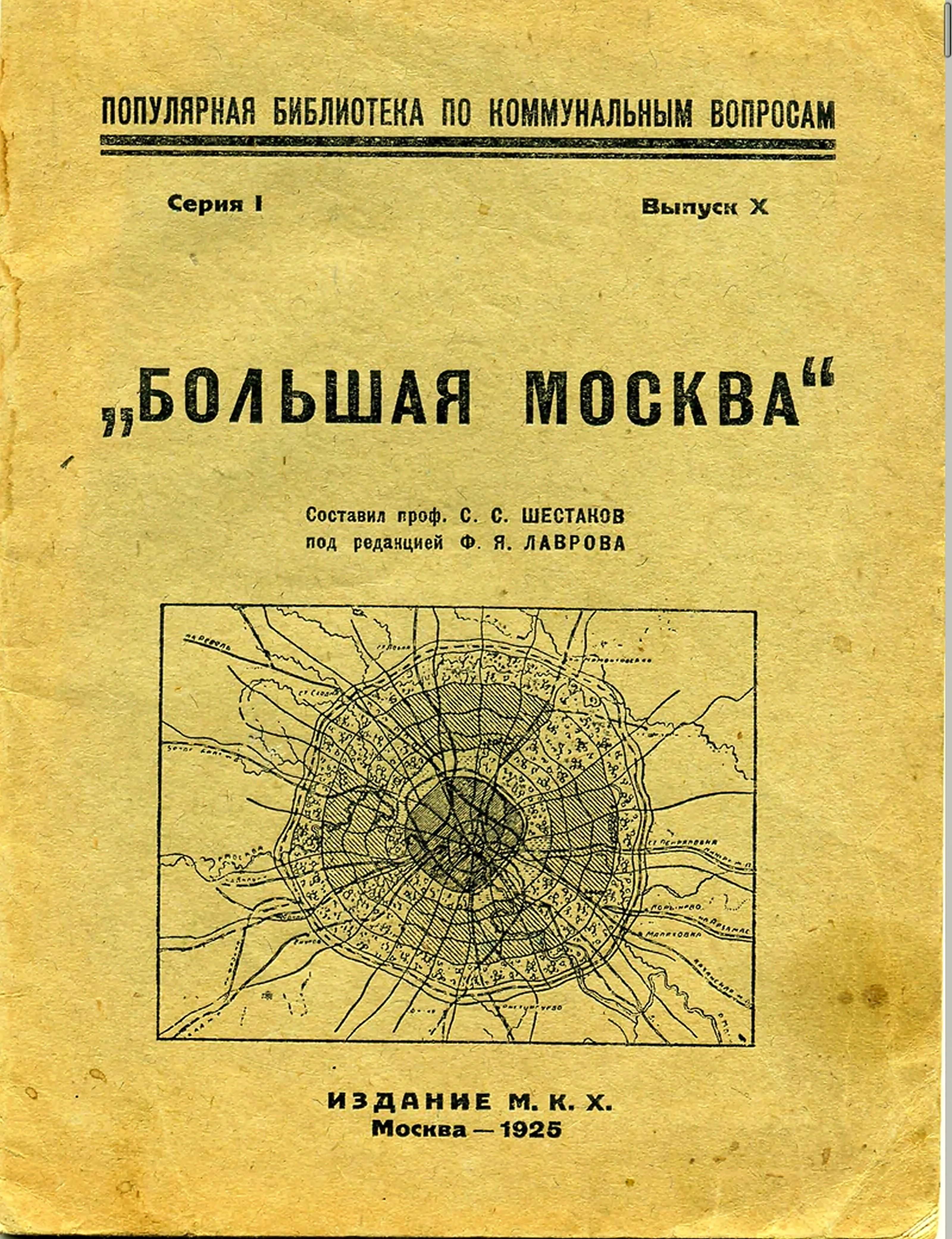
Титульный лист книги С. С. Шестакова «Большая Москва»

В 1925 году проект был одобрен Планировочным институтом при Моссовете. Этот проект предполагал увеличение территории Москвы до 70 тыс. га, а с учётом двух «ограничительных» зелёных зон — до 180 тыс. га. По расчётам проектировщиков население Москвы  к 1945 году составит примерно 4 млн человек, а к 1960 году — 6 млн человек. По проекту город разделялся на четыре концентрические зоны. Первая (центральная) — ограничивалась Окружной железной дорогой (в настоящее время Малое кольцо Московской железной дороги) и предназначалась для развития центра города и постройки жилых зданий; вторая (кольцевая) — прилегала к Окружной железной дороге с внешней стороны, там должна была развиваться промышленная инфраструктура; третья (садовая) — по аналогии с первой, для постройки жилья (своеобразный спальный район); четвёртая (оградительная) — лесная зона (шириной 3—5 км) должна была служить своеобразной границей между городом и пригородной территорией. В лесах 4-й зоны начинались четыре больших зелёных клина, которые разделяли 2-ю и 3-ю зоны. В проекте предполагался рост радиально-кольцевого строения города с увеличением количества кольцевых магистралей до семи. Окружная железная дорога должна была стать пассажирской транспортной артерией, грузовые перевозки предлагалось осуществлять по новой кольцевой железнодорожной магистрали, которая должна была пройти за пределами оградительной зоны. В местах пересечения железной дороги с Москвой-рекой планировалось развитие портовой инфраструктуры. Саму Москву должно было окружить двойное кольцо городов-спутников, организованное из существующих городов Московской области, с суммарной численностью населения в 3,5 млн человек. Главные пункты плана (о развитии транспортной инфраструктуры, зелёных зон и т. д.) использовались в дальнейших градостроительных планах и документах.
В градостроительном плане «Большая Москва» нашли отражение идеи, разработанные ранее А. В. Щусевым в плане «Новая Москва» и Б. В. Сакулиным в «Инфлюэнтограмме» московской агломерации.